# Caloptilia ostryaeella
Caloptilia ostryaeella là một loài bướm đêm thuộc họ Gracillariidae. Nó được tìm thấy ở Québec và Hoa Kỳ (bao gồm Kentucky, Maine, Ohio và Vermont).
Ấu trùng ăn các loài Carpinus và Ostrya, bao gồm Ostrya virginiana và Ostrya virginica. Chúng ăn lá nơi chúng làm tổ.